# Laurent Hubert Joseph Angenot
Laurent Hubert Joseph Angenot ( 's-Gravenhage 7 januari 1901 - Bussum 25 oktober 1979) was een Nederlands hoogleraar te Delft, planoloog en stedenbouwkundige.

## Familie
Prof. dr. L.H.J. Angenot was de zoon van Laurent Angenot en Jeanne Amelie Body. Hij trouwde in 's-Gravenhage op 23 augustus 1940 met mr. Anna MacLeod (1912-2000), jurist, dochter van officier van gezondheid Donald John Edward MacLeod en lid van de Nederlandse familie MacLeod. Uit dit huwelijk zijn twee zoons bekend, Edmond Laurent Donald Angenot, geboren op 2 augustus 1943 in 's-Gravenhage en Raoul Edward Rhymond Angenot, geboren op 31 augustus 1946 in 's-Gravenhage.
Angenot werkte mee aan de publicatie van de genealogie MacLeod in het Nederland's Patriciaat 59 (1973).

## Loopbaan
Angenot studeerde in 1926 af als civiel ingenieur, waarna hij rechten ging studeren tot hij het kandidaatsexamen behaalde. Daarnaast volgde hij aan de afdeling Bouwkunde van de Technische Universiteit Delft colleges in stedenbouw, architectuurgeschiedenis en utiliteitsbouw. Hij begon zijn loopbaan in september 1928 aan de TU Delft als assistent in de toegepaste mechanica bij prof. Bouman. In januari 1930 werd hij aangesteld als ingenieur bij de nieuwe afdeling Stadsontwikkeling der Dienst Gemeentewerken van Rotterdam. Hij adviseerde daarbij diverse andere gemeentes zoals Leiden en Utrecht. Door het bombardement van 14 mei 1940 op Rotterdam en de daarop volgende splitsing van de gemeentelijke technische dienst werd Angenot met de leiding van de afdeling planonderzoek van het Adviesbureau Stadsplan Rotterdam belast en met de wederopbouwplannen na de oorlog onder de directie van ir. W.G. Witteveen en prof. ir. G.S. Bos.
In mei 1953 verkreeg Angenot eervol ontslag en dezelfde dag werd hij benoemd tot hoofd-ingenieur stedenbouwkundige bij de afdeling stadsontwikkeling van de Dienst publieke werken van Amsterdam. Zijn benoeming tot adjuncthoofd van deze afdeling vond plaats op 1 mei 1962; hij vervulde deze functie tot 16 november 1965, toen hij toen werd benoemd tot hoogleraar. Van 1945 tot 1962 was Angenot tevens verbonden aan de Nederlandse Economische Hogeschool te Rotterdam als privaat-docent in de planologie. Angenot volgde in 1953 professor Van Lohuizen, pionier van het stedenbouwkundig onderzoek, op als adjunct-hoofd bij de afdeling Stadsontwikkeling van de Dienst der Publieke Werken van Amsterdam. Op 1 september 1963 werd hij benoemd tot buitengewoon hoogleraar in het stedenbouwkundig onderzoek bij de afdeling Bouwkunde van de Technische Hogeschool te Delft. In 1965 werd hij benoemd tot hoogleraar van het gehele stedebouwkundig onderzoek en werd hij ook aangesteld als voorzitter van de Hoofdsectie Stedebouw van de Afdeling Bouwkunde; hij volgde professor Kruijt op als directeur van het Instituut voor Stedenbouwkundig Onderzoek. Angenot verkreeg eervol ontslag als hoogleraar op 1 september 1971, maar hij bleef wel nog enige tijd verbonden aan de technische Hogeschool op basis van een onderwijsopdracht. Verder bleef hij actief in verschillende commissies tot aan zijn dood op 25 oktober 1979.